# Djamila Ribeiro
Pour les articles homonymes, voir Ribeiro.

## Vue d'ensemble
Née le 1er août 1980 à São Paulo et élevée à Santos, Djamila Ribeiro est une éminente philosophe, écrivain et professeur brésilienne. Adepte du candomblé et initiée à l'orixá Oxóssi, elle est titulaire d'une maîtrise en philosophie politique de l'Université fédérale de São Paulo (Unifesp). Mme Ribeiro s'est imposée comme l'une des principales voix du féminisme noir, tant au Brésil qu'à l'étranger, et elle est très présente dans les médias.
Madame Ribeiro est une figure éminente du monde de l'édition, dont l'influence et les contributions ont été largement reconnues. Auteure d'ouvrages vendus à plus d'un million d'exemplaires, elle coordonne également la collection « Féminismes pluriels », une initiative qui a permis de publier quatorze livres d'auteurs noirs, principalement des femmes, en mettant l'accent sur l'accessibilité et la démocratisation du savoir. Ce projet a joué un rôle clé dans la promotion de la diversité littéraire et de l'inclusion au Brésil, ce qui a valu à Djamila d'être reconnue pour ses efforts de démocratisation du livre et de la lecture.
En outre, ses ouvrages ont bénéficié d'une attention internationale et ont été traduits en plusieurs langues, notamment en anglais (Yale University Press), en français (Éditions Anacaona), en espagnol (Txalaparta, Mandacaru et Tumbalacasa) et en italien (Capovolte), et ont également été présentés lors de festivals littéraires dans le monde entier.
Depuis 2019, elle tient une chronique hebdomadaire à Folha de S.Paulo, un prestigieux journal brésilien, tout en écrivant auparavant pour CartaCapital. Toujours en 2019, Mme Ribeiro a été considérée par la BBC comme l'une des 100 femmes les plus influentes du monde. Poursuivant sa réflexion politique, elle a intenté une action en justice contre Twitter en 2020, accusant la plateforme de tirer profit des commentaires racistes et des discours de haine.
En 2022, elle fonde Espaço Feminismos Plurais, un institut à but non lucratif à São Paulo qui offre une série de services gratuits aux femmes en situation de vulnérabilité sociale. En tant qu'universitaire, elle a travaillé dans des universités prestigieuses, comme la Pontifícia Universidade Católica de São Paulo et, en 2024, elle a été invitée à enseigner pendant un semestre à la NYU (New York University) dans le cadre de la chaire Andrés Bello.

## Publications
- Chroniques sur le féminisme noir, Anacaona éditions, mai 2019, 180 pages,
- La place de la parole noire, Anacaona éditions, mai 2019, 100 pages,  (ISBN 978-2-490297-02-3)
- Pequeno manual antirracista, 2019 (Petit manuel antiraciste) (ISBN 978-2-490297-03-0)[4]
- Dialogue transatlantique — Perspectives de la pensée féministe noire et des diasporas africaines, avec Nadia Yala Kisukidi, éditions Anacona, 2021.
- Ta magie m’a menée jusqu’ici - Lettres à ma grand-mère, Anacaona éditions, mai 2025, (ISBN 978-2-490297-38-2)